# Coppa Ciano
Coppa Ciano (tudi Coppa Montenero ali Circuito Montenero) je bila avtomobilistična dirka, ki je med letoma 1921 in 1947 potekala v Italiji. Razen zadnje dirke je vseskozi potekala za dirkališču Circuito di Montenero pri Livornu.

## Zmagovalci
* - dirka je potekala kot Velika nagrada Italije
| Leto | Zmagovalec        | Dirkalnik              | Poročilo  |
| ---- | ----------------- | ---------------------- | --------- |
| 1947 | Franco Venturi    | Cisitalia D46 - Fiat   | Poročilo  |
| 1939 | Giuseppe Farina   | Alfa Romeo 158         | Poročilo  |
| 1938 | Hermann Lang      | Mercedes-Benz W154     | Poročilo  |
| 1937 | Rudolf Caracciola | Mercedes-Benz W125     | Poročilo* |
| 1936 | Tazio Nuvolari    | Alfa Romeo 8C-35       | Poročilo  |
| 1935 | Tazio Nuvolari    | Alfa Romeo Tipo-B 'P3' | Poročilo  |
| 1934 | Achille Varzi     | Alfa Romeo Tipo-B 'P3' | Poročilo  |
| 1933 | Tazio Nuvolari    | Maserati 8CM           | Poročilo  |
| 1932 | Tazio Nuvolari    | Alfa Romeo Tipo-B 'P3' | Poročilo  |
| 1931 | Tazio Nuvolari    | Alfa Romeo 8C Monza    | Poročilo  |
| 1930 | Luigi Fagioli     | Maserati 26M           | Poročilo  |
| 1929 | Achille Varzi     | Alfa Romeo P2          | Poročilo  |
| 1928 | Emilio Materassi  | Talbot 700             | Poročilo  |
| 1927 | Emilio Materassi  | Bugatti T35C           | Poročilo  |
| 1926 | Emilio Materassi  | Itala Spl              | Poročilo  |
| 1925 | Emilio Materassi  | Itala Spl              | Poročilo  |
| 1924 | Renato Balestrero | OM 665                 | Poročilo  |
| 1923 | Mario Razzauti    | Ansaldo 2000           | Poročilo  |
| 1922 | Giulio Masetti    | Bugatti                | Poročilo  |
| 1921 | Carlo Lotti       | Ansaldo 2000           | Poročilo  |